# Deganwy
Deganwy (mittelwalisisch Degannwy, britannisch *Decantouion) ist ein Ort und ein Wahlbezirk im Conwy County Borough in Wales mit 3936 Einwohnern (Stand: 2011). 

## Lage und Beschreibung
Deganwy liegt auf der Halbinsel Creuddyn, neben Llandudno (im Norden) und Rhos-on-Sea (im Osten). Die Halbinsel, die früher zu Caernarfonshire gehörte, liegt in einer Region von Nordwales, in der einer von drei Einwohnern Walisisch spricht, und beheimatet einige der teuersten Straßen von Wales. Deganwy liegt östlich der Stadt Conwy (die sich auf der gegenüberliegenden Seite des Flusses Conwy befindet) und bildet mit ihr die Community Conwy. Der Name Deganwy wurde in der Neuzeit als Din-Gonwy gedeutet, was „Festung am Fluss Conwy“ bedeuten würde, aber die historischen Schreibweisen zeigen, dass dies nicht der tatsächliche Ursprung des Namens sein kann, obwohl im Domesday Book „das Gebiet des Stammes der Decanae“ erwähnt wird. Die ursprüngliche Holzburg wurde nach 1210 aus Stein wieder aufgebaut. Deganwy liegt in der Kirchengemeinde Llanrhos und besitzt eine neugotische Pfarrkirche aus dem viktorianischen Zeitalter, die Allerheiligen geweiht ist.
Das bebaute Gebiet von Deganwy und Llandudno Junction hat insgesamt 10.658 Einwohner.
Etwa 110 Meter über dem Ort liegen die Ruinen von Deganwy Castle.

## Bahn- und Schiffsverkehr

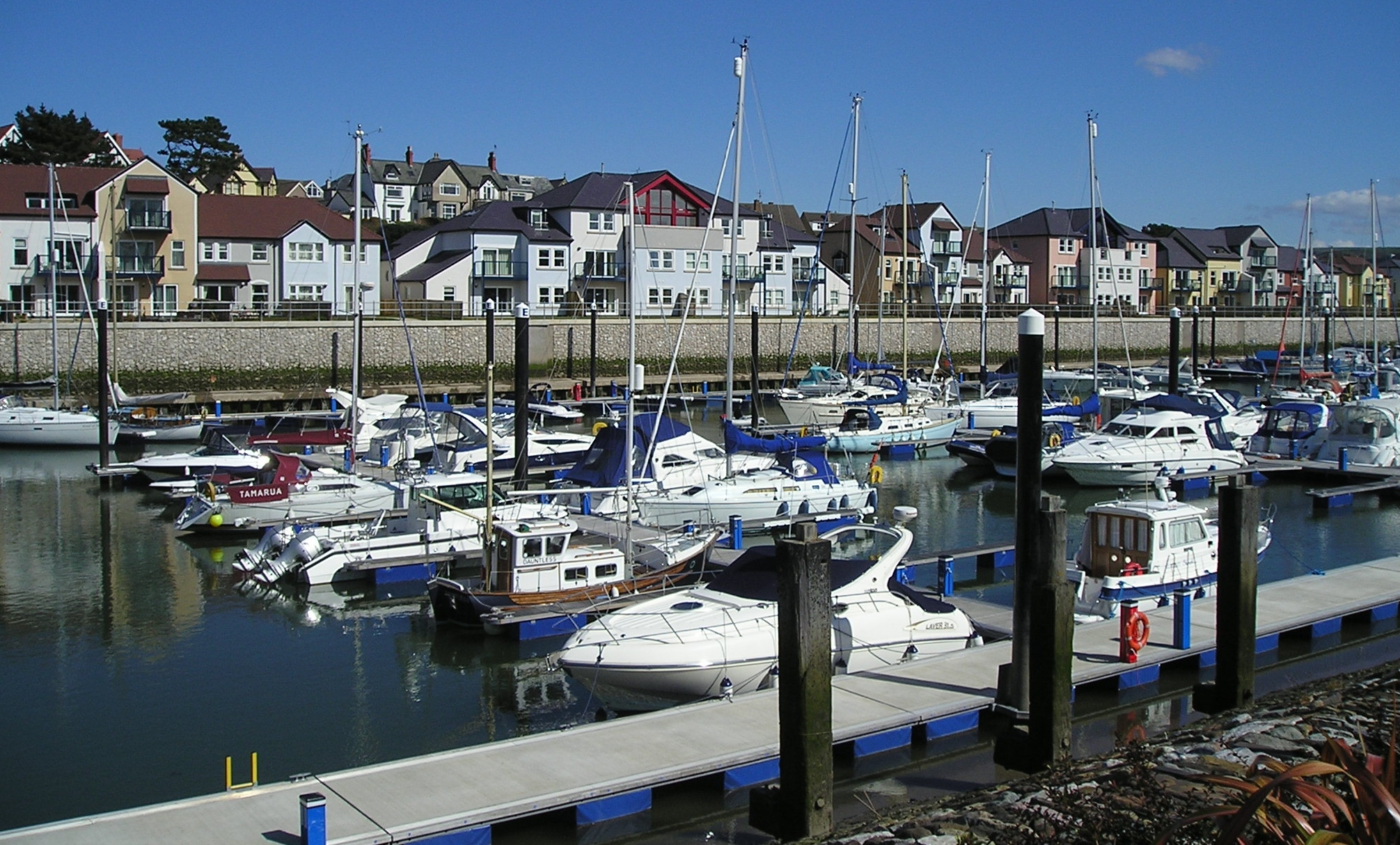
Jachthafen von Deganwy

Deganwy verfügt über einen Bahnhof an der Nebenstrecke nach Llandudno, von dem aus stündlich Züge von und nach Manchester Piccadilly und Zwischenstationen verkehren. Die London and North Western Railway baute in Deganwy einen Kai mit Gleisanschluss am Flussufer und weiteren Kaianlagen, vor allem für den Export von Schiefer mit Küstendampfern. Der Schiefer wurde mit der Eisenbahn von Blaenau Ffestiniog hergebracht. Zu Beginn des 21. Jahrhunderts wurde an der Stelle der ehemaligen Schieferkais ein Jachthafen mit dazugehörigen Wohnhäusern und Hotels errichtet.

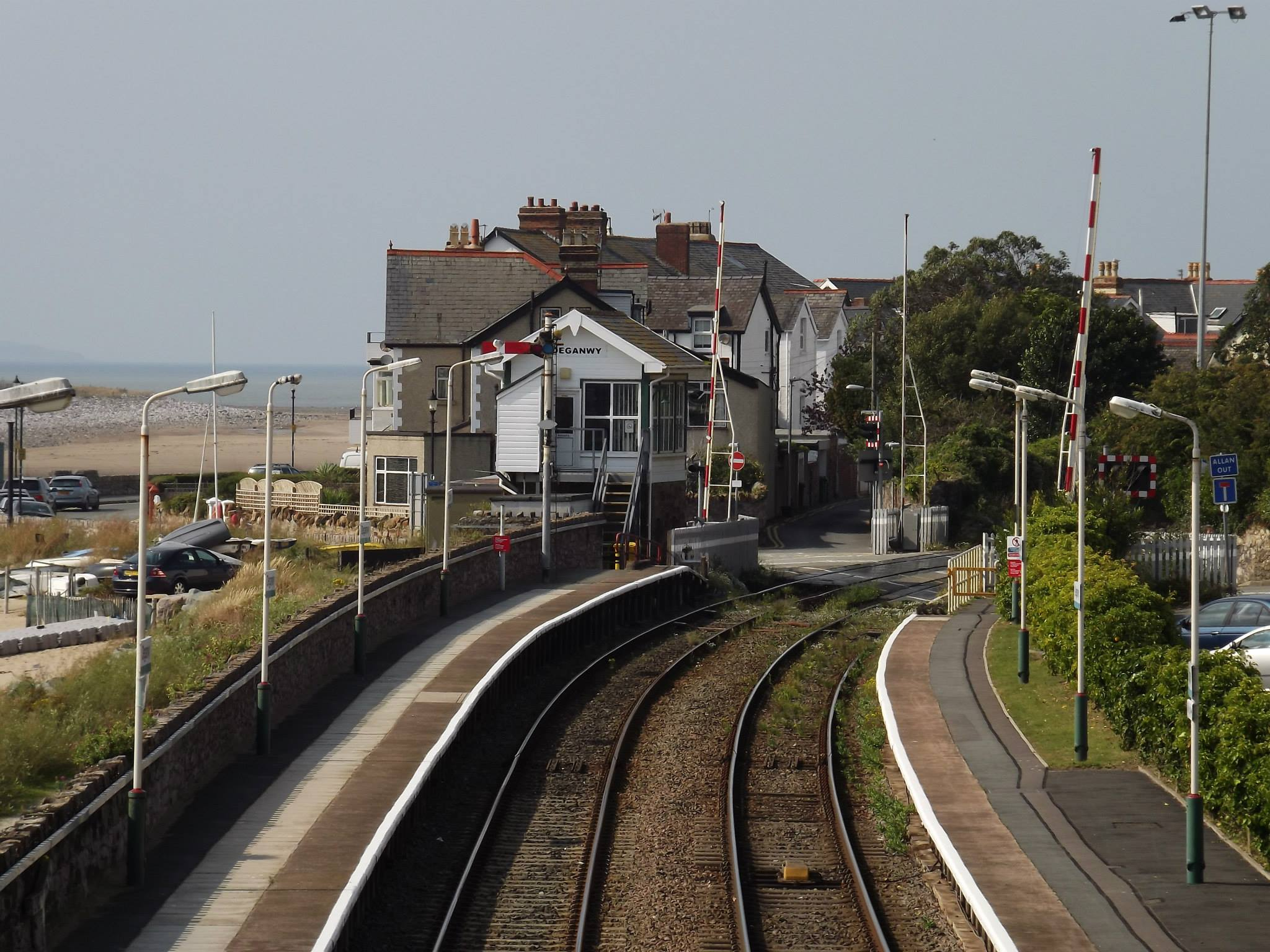
Blick von der Fußgängerbrücke am Bahnhof nach Norden
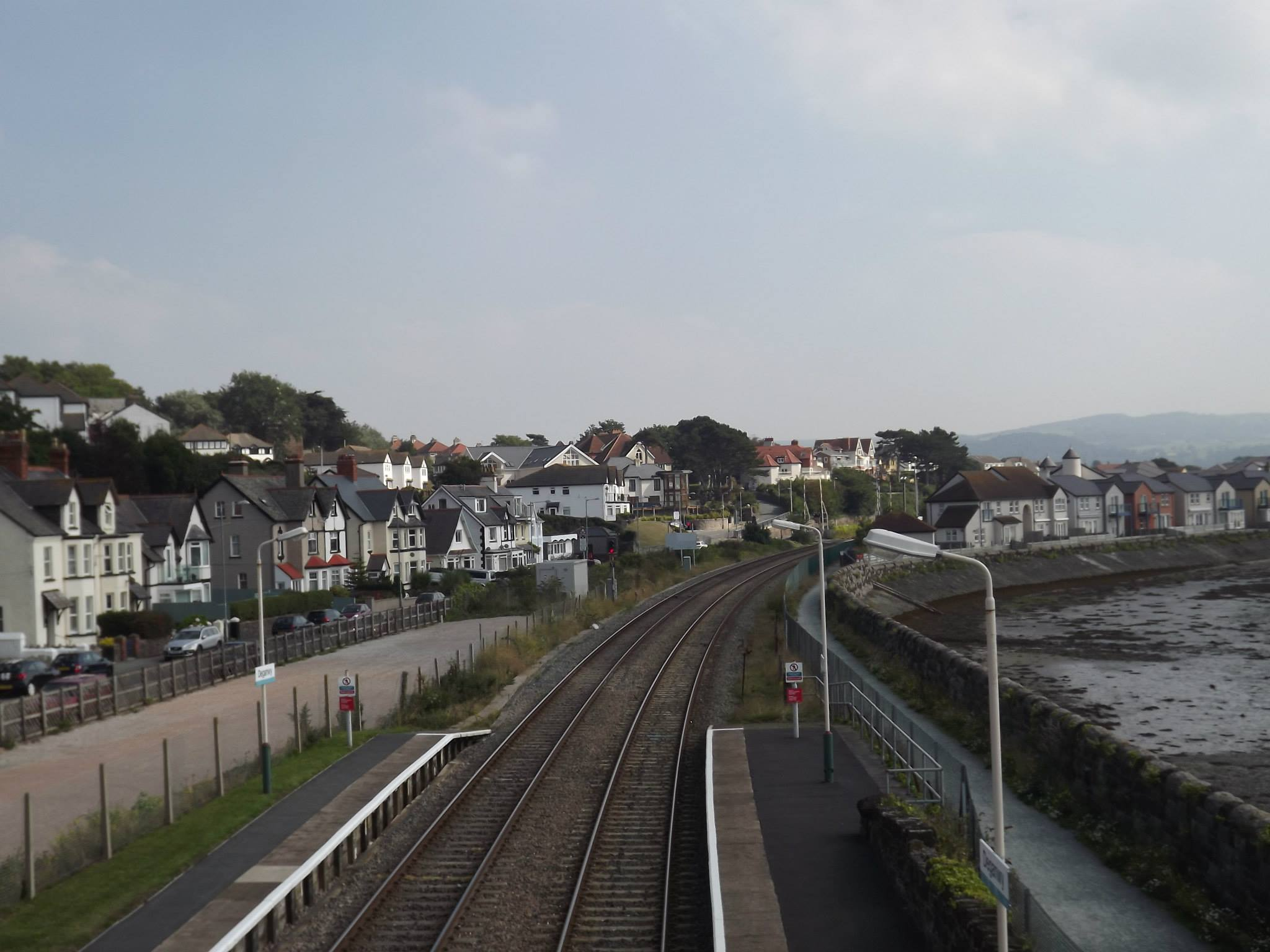
Blick von der Fußgängerbrücke am Bahnhof nach Süden

## Verwaltung
Der Wahlbezirk Deganwy wählt zwei Grafschaftsratsmitglieder für den Conwy County Borough Council und vier Stadtratsmitglieder für den Conwy Town Council.

## Schulen
Deganwy hat eine zweisprachige Grundschule: Ysgol Deganwy.